# Leonhardisches Schloss
Das Leonhardische Schloss (auch Neues Schloss) ist eine neuzeitliche Schlossanlage in Groß-Karben, Stadt Karben im Wetteraukreis in Hessen.

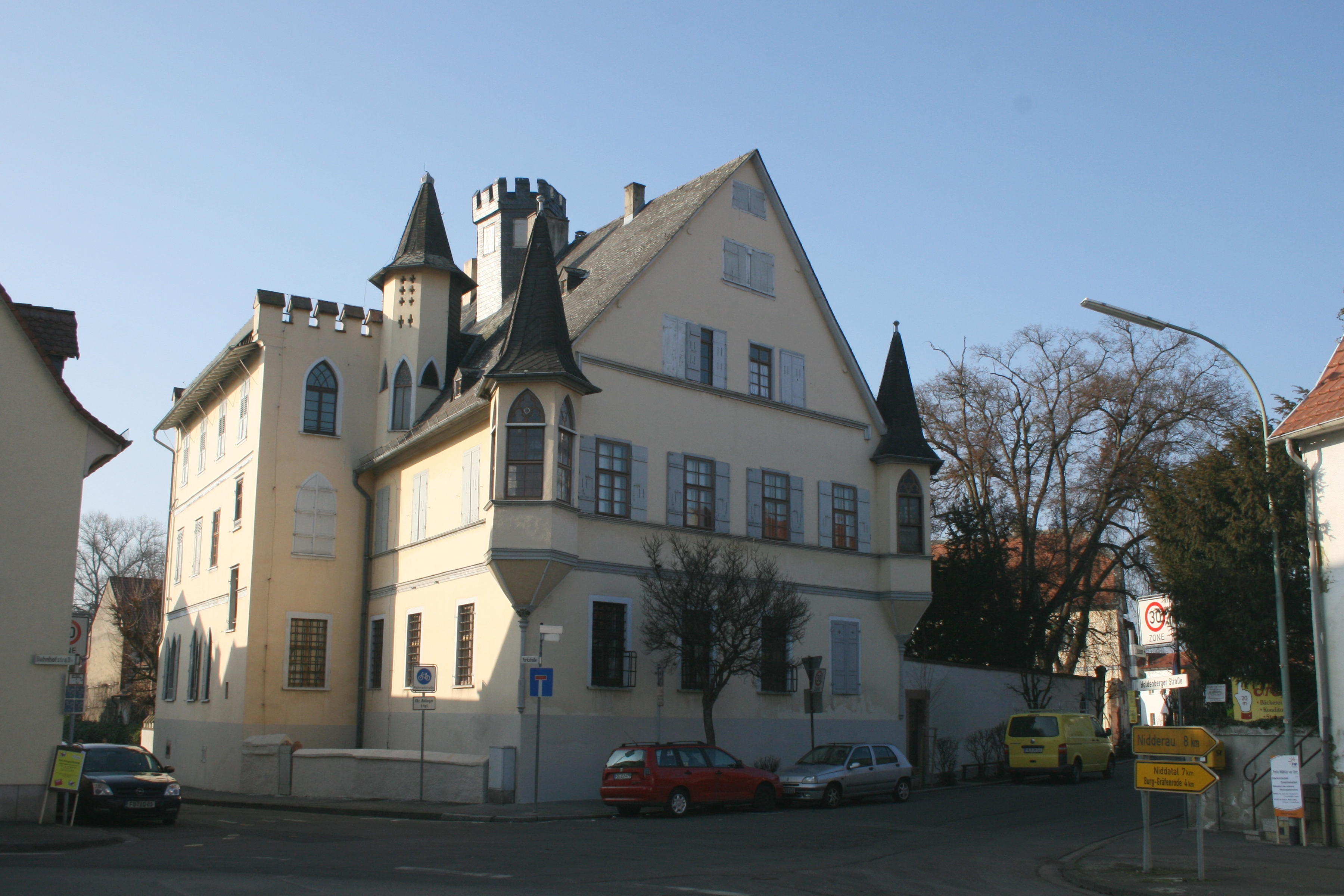
Ansicht von der Straßenseite, auffällig die markanten Erker.

## Geschichte
Vermutlich befand sich an der Stelle des heutigen Schlosses zuvor eine mittelalterliche Burganlage, der Stammsitz der Herren von Karben. Diese waren in der Wetterau begütert und besaßen eine weitverzweigte Verwandtschaft. Aus der Familie stammten unter anderen ein Reichsschultheiß der Stadt Frankfurt am Main sowie Burggrafen der Reichsburg Friedberg. Karben selbst gehörte mit dem Freigericht Kaichen spätestens seit 1475 zur Burggrafschaft Friedberg.
Schriftliche Quellen zu der Burganlage gibt es nicht. Das früheste Zeugnis ist ein Wappenstein in der Hofmauer mit Wappen der Herren von Cronberg und den Jahreszahlen 1614 und 1618 sowie einer Bauinschrift des Friedberger Burggrafen Johann Eberhardt von Cronberg und seiner Frau Anna, geborene Riedesel zu Eisenbach.
Bald darauf kam es häufig zum Besitzwechsel. Durch Erbschaft ging das Hofgut erst an die Brömser von Rüdesheim und dann an die Grafen von Metternich. Seit 1691 gehörte es den Freiherren von Edelsheim, die das Herrenhaus neu errichteten. 1790 erwarb es Johann Peter Leonhardi. Seiner Familie gehörte seit 1886 auch die Oberburg im Nachbarort Heldenbergen. Das Leonhardische Schloss ist heute in Privatbesitz.

## Anlage
Das Herrenhaus wurde 1695 errichtet. 1804 wurde an der Hofseite ein Zwerchhaus hinzugefügt. Zur Straße hin wird es von den neugotischen Applikationen aus dem 19. Jahrhundert dominiert. Seitdem besitzt das Haus diagonal angesetzte Erker an den Hausecken, zinnenbekrönte Mauerabschlüsse und den Glockenturm.
Im Hof selbst ist ein renaissancezeitlicher Brunnen mit dem Cronberg-Riedeselschen Doppelwappen erhalten. Das im Kapellenstil errichtete neugotische Wohnhaus dahinter wurde in der Mitte des 19. Jahrhunderts erbaut. Das sogenannte Gutshaus ist ein teilweise verputztes Fachwerkgebäude des späten 18. oder frühen 19. Jahrhunderts, das aber einen spätmittelalterlichen Kern enthalten soll. Weiter nach Norden schließt sich ein größerer Wirtschaftshof innerhalb der Umfassungsmauer an, zu dem auch eine Schmiede des 19. Jahrhunderts gehört. In der Südwestecke befindet sich ein kleiner Garten. Zusammen mit dem westlich gelegenen Park stellt das Schloss ein sehr anschauliches Beispiel für einen dörflichen Adelssitz der Neuzeit dar.

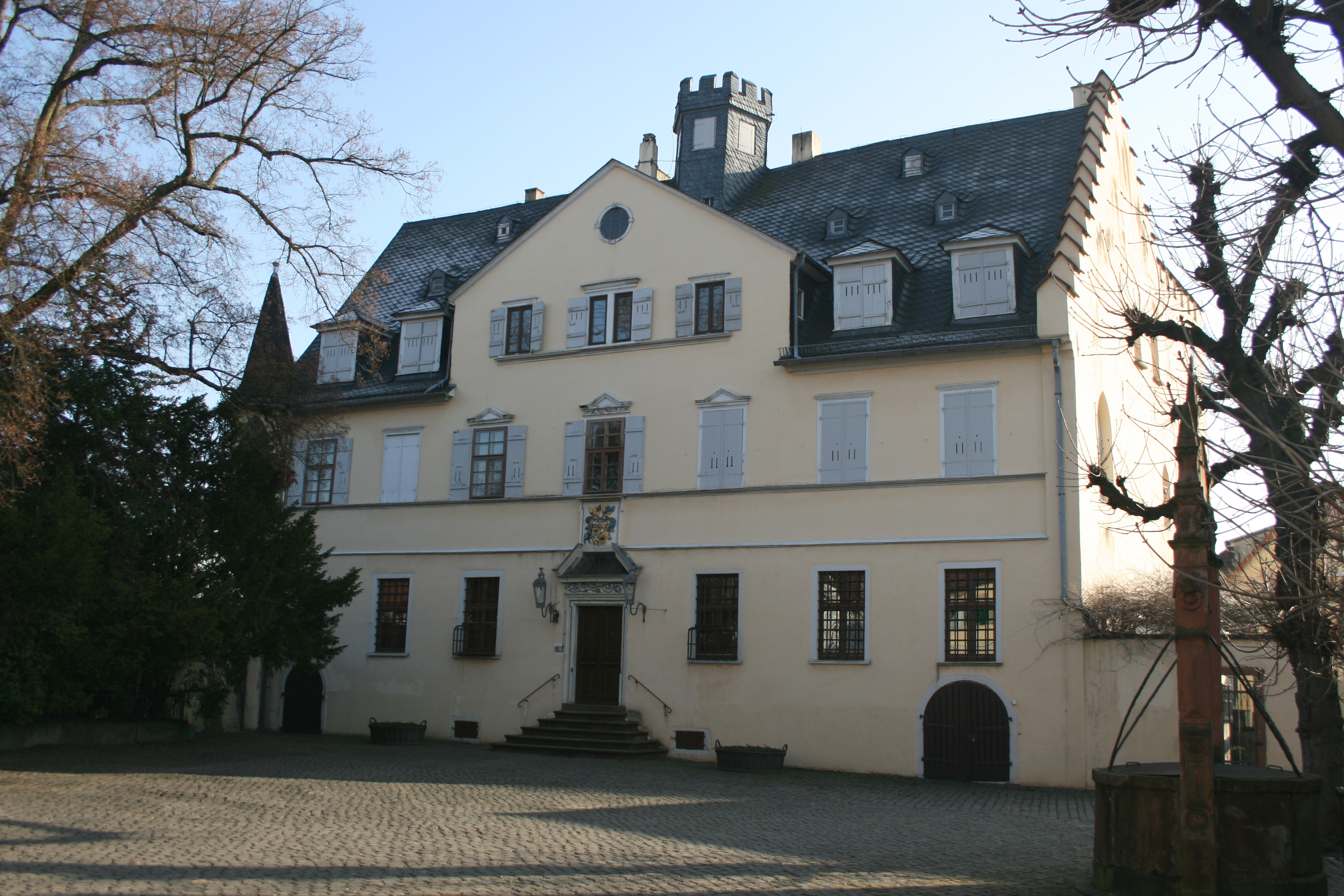
Herrenhaus, Hofseite
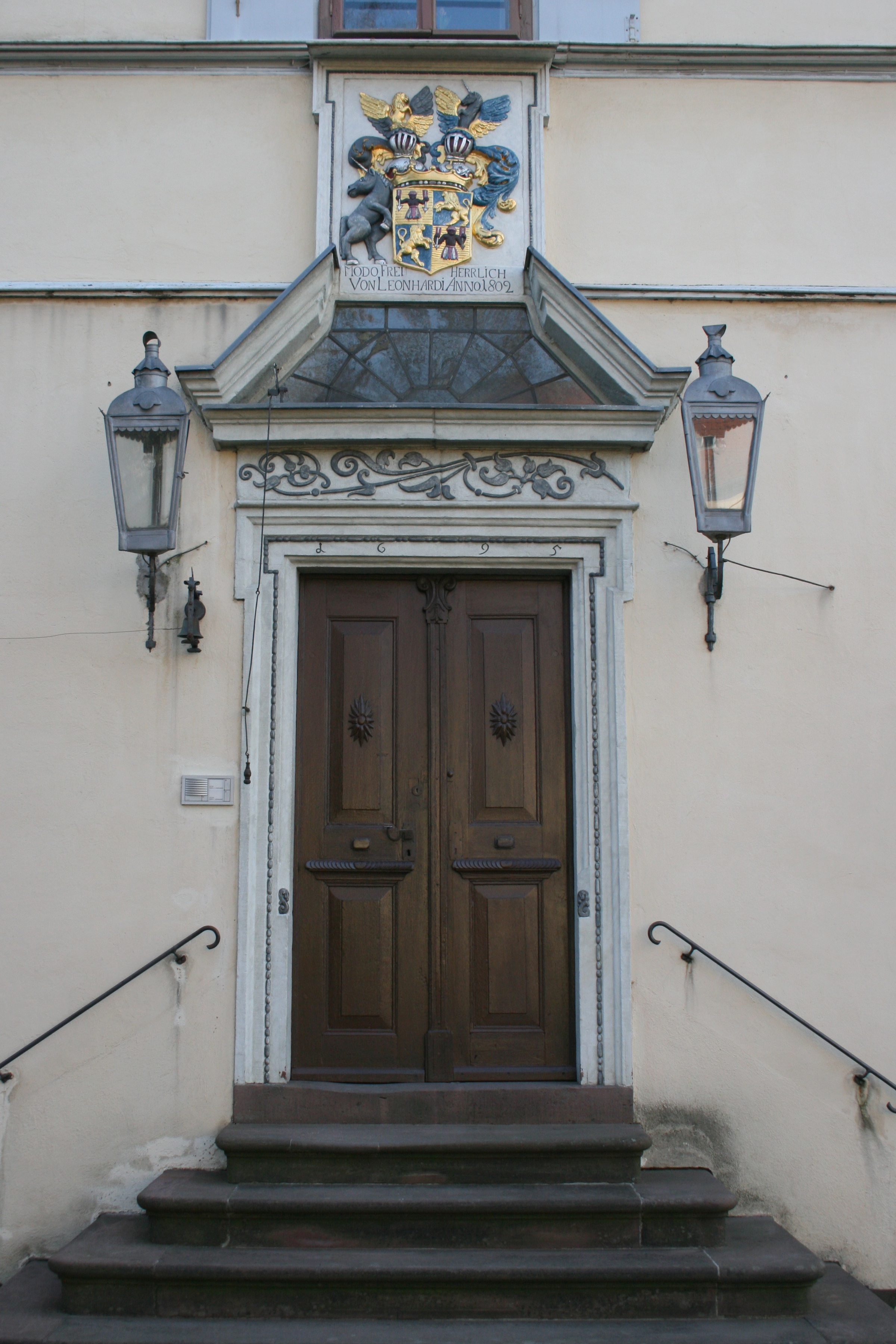
Portal des Herrenhauses mit Wappen der Freiherren von Leonhardi
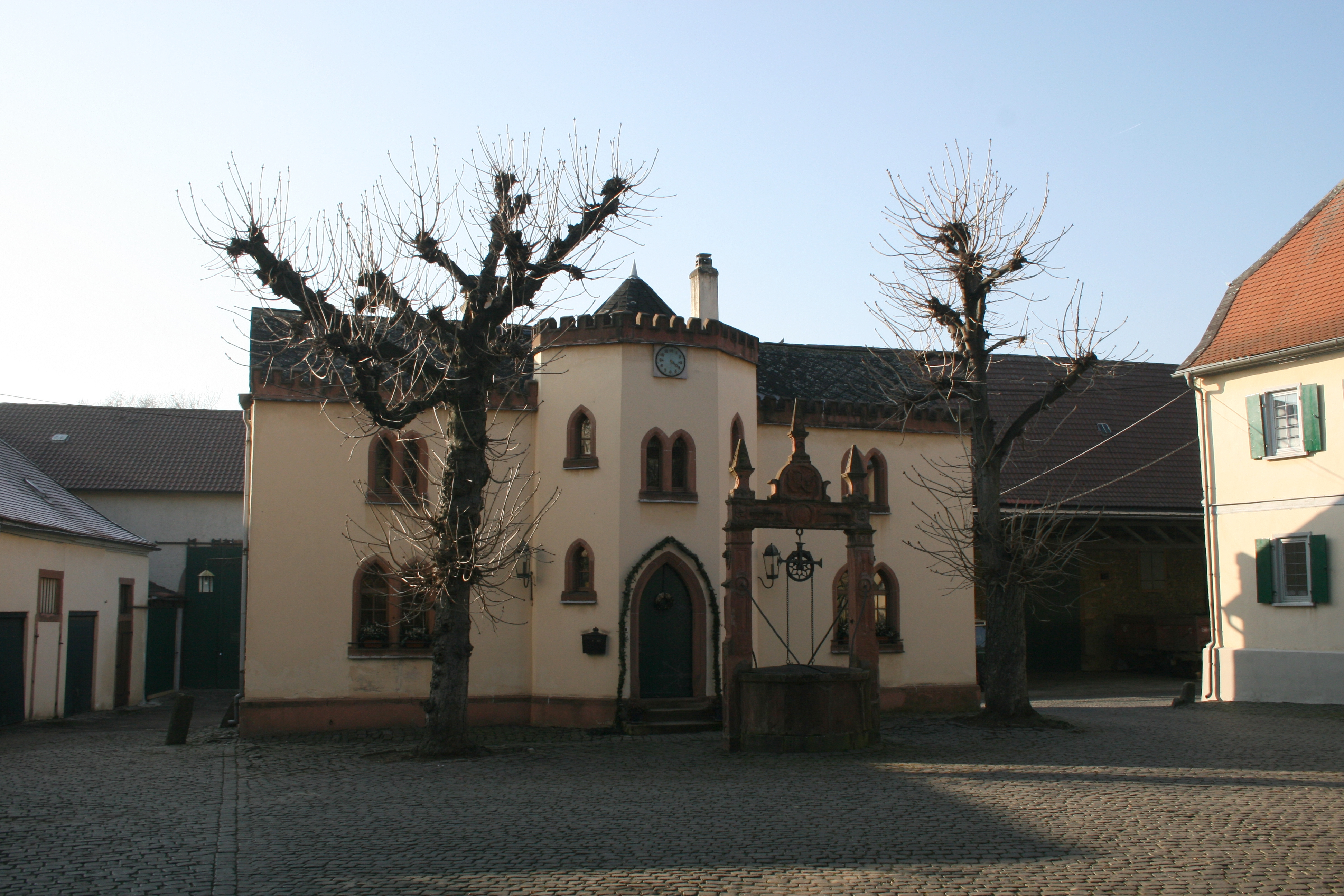
Sogenannte Kapelle, neugotisches Wohnhaus im Hof, davor Renaissance-Brunnen